# Space Shuttle External Tank

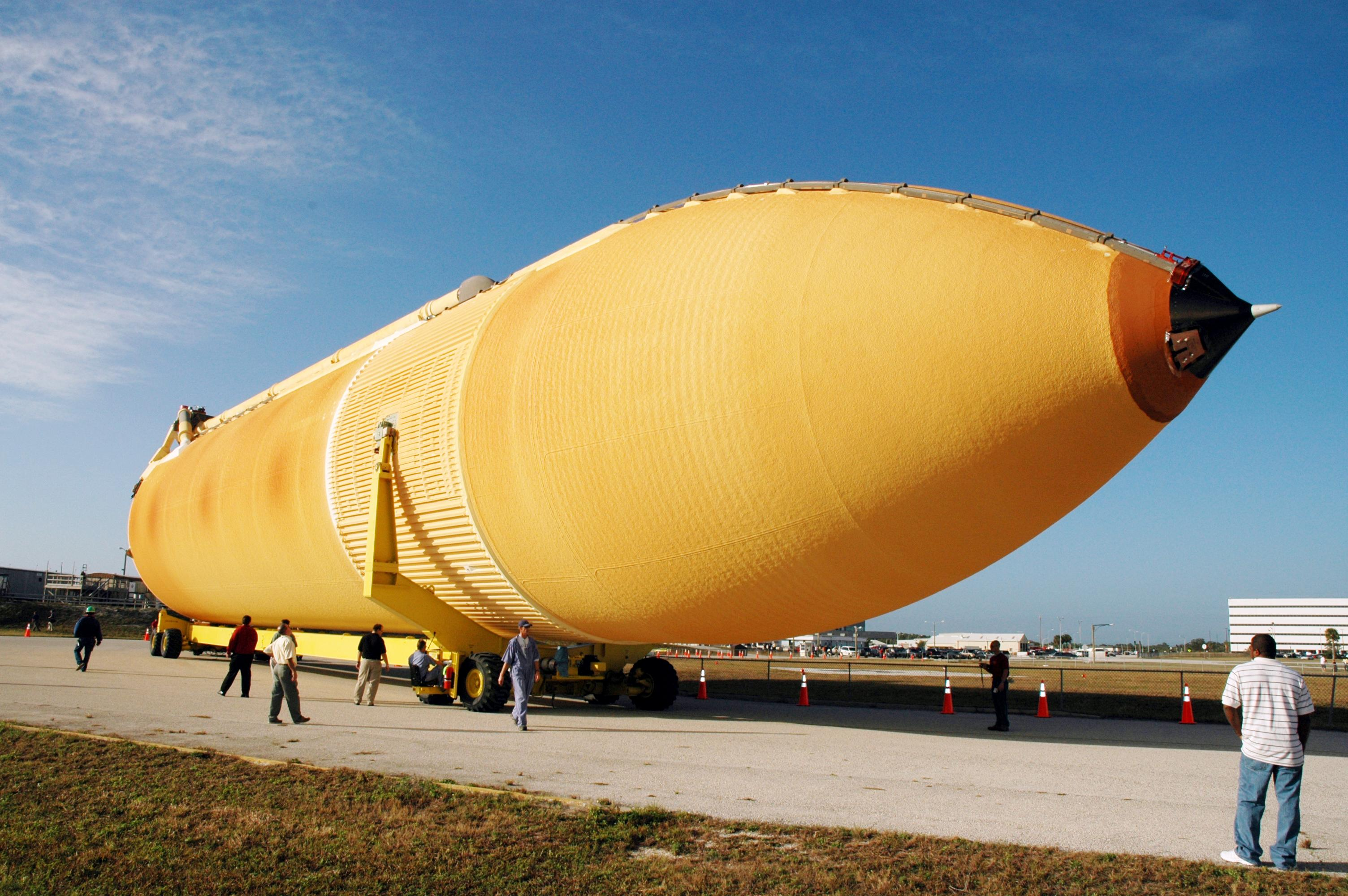
Den externa tanken under transport.

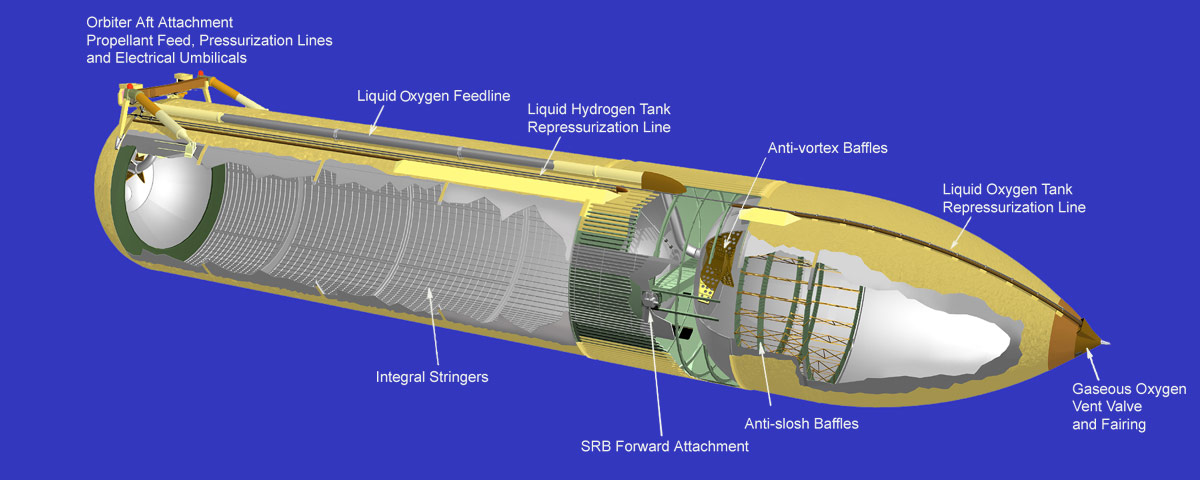
Genomskärning av bränsletanken med huvudkomponenter.

Space Shuttle External Tank är det engelska namnet på den stora externa bränsletanken som används under uppskjutningen av den amerikanska rymdfärjan Space Shuttle.
Tanken är oftast brun (utom för de två första rymdfärjefärderna) och sitter under huvudfarkostens buk. Den utgör ryggraden i uppsändningsenheten (stacken) och på dess sidor sitter rymdfärjans två fastbränsleraketer. Tanken innehåller två tryckbehållare för flytande syre (överst) och flytande väte (underst). Mellan dessa finns en icke trycksatt intertank med elektrisk styrutrustning m.m.  
Bränslet i den externa tanken driver de tre huvudmotorerna under uppsändningen. Tanken går dock inte in i omloppsbana, utan trillar redan på första varvet ner i Indiska oceanen eller i Stilla havet.  Till skillnad från huvudfarkosten och fastbränsleraketerna kan den externa tanken inte återanvändas. 
Det flytande syret pumpas med centrifugalpumpar i en rörledning med 43 cm diameter ner till huvudmotorerna i en takt av 1,3 ton per sekund (1,1 m³/s).  Ett motsvarande pumpsystem för flytande väte (0,2 ton/s; 3,0 m³/s) till förbränning i huvudmotorerna.

## Data om den externa tanken (version SLWT)
- Längd: 46,9 m
- Diameter: 8,4 m
- Volym flytande väte: 1497 m3
- Volym flytande syre: 553 m3
- Tomvikt: 26,6 ton
- Total startvikt: 762 ton

## Columbia-olyckan
För att isolera ytan från tankens innehåll av flytande väte och flytande syre är hela ytan täckt av ett lager påsprutat skum. Vid många startar har mindre delar av skumhöljet lossat. Katastrofen skedde 2003 med rymdfärjan Columbia, då ett sådant stycke skum med en fart på flera hundra km/h träffade vingens framkant och skadade den viktiga värmeskölden.  Färjan havererade därför vid nedfärden. 